# Bensonocythere
Bensonocythere is een geslacht van kreeftachtigen uit de klasse van de Ostracoda (mosselkreeftjes).

## Soorten
- Bensonocythere americana Hazel, 1967
- Bensonocythere arenicola (Cushman, 1906) Hazel, 1967 †
- Bensonocythere blackwelderi Hazel, 1983 †
- Bensonocythere bradyi Hazel, 1983 †
- Bensonocythere calverti (Ulrich & Bassler, 1904) Hazel, 1967 †
- Bensonocythere dictyosigma (Jones, 1857) Wouters, 1982 †
- Bensonocythere eirikssoni Cronin, 1991
- Bensonocythere florencensis Cronin, 1992
- Bensonocythere gouldensis Hazel, 1983 †
- Bensonocythere hazeli Cronin, 1992
- Bensonocythere hollyensis Cronin, 1992
- Bensonocythere lehmanni Ahmed, 1994 †
- Bensonocythere petrosa (Brady, 1878) Wouters, 1982
- Bensonocythere ricespitensis Hazel, 1983 †
- Bensonocythere rugosa Hazel, 1983 †
- Bensonocythere sapeloensis (Hall, 1965) Valentine, 1971 †
- Bensonocythere trapeziformis (Lienenklaus, 1894) Wouters, 1982 †
- Bensonocythere valentinei Cronin, 1992
- Bensonocythere whitei (Swain, 1952) Hazel, 1967 †